# سينثاز بيتا-كيتوأسيل-ACP
في البيولوجيا الجزيئية ، بيتا-كيتوأسيل-ACP سينثاز 
ر.ت.إ

2.3.1.41

```
 هو 
إنزيم
 يشارك في 
تخليق الأحماض الدهنية
 في الجسم . يتعامل عادةً مع 
مالونيل-CoA
 كمصدر للكربون لإطالة أنواع 
الأسيل
 المرتبطة بـالبروتين حامل الأسيل ACP ، مما يؤدي إلى تكوين أنواع بيتا-كيتوأسيل مرتبطة بـ ACP مثل أسيتوأسيتيل-ACP .
[
1
]
```

ACP هو بروتين حامل الأسيل:
سينثاز بيتا كيتوأسيل-ACP هو عبارة عن إنزيم محفوظ للغاية يوجد في جميع أشكال الحياة على الأرض تقريبًا كمجال في سينسيز الأحماض الدهنية (FAS). يوجد سينسيز الأحماض الدهنية في نوعين ، مسمى على نحو مناسب من النوع الأول والثاني. في الحيوانات والفطريات وحقيقيات النوى السفلية ، تشكل تركيبات بيتا كيتوأسيل-ACP أحد المجالات التحفيزية للبروتينات الكبيرة متعددة الوظائف (النوع الأول) ، بينما في معظم بدائيات النوى وكذلك في البلاستيدات والميتوكوندريا ، تكون تركيبات بيتا كيتوأسيل-ACP عبارة عن سلاسل بروتينية منفصلة تتكون عادةً من النوع الثاني. يحفز بيتا- كيتوأسيل-ACPI سينثاز III ، ربما الأكثر شهرة بين عائلة الإنزيمات هذه ، تكاثف كلايسين بين أسيتيل-CoA ومالونيل-ACP . توضح الصورة أدناه كيفية احتواء مساعد الأنزيم-أ في الموقع النشط كركيزة من سينثاز III.
تحفز تركيبات سينثاز بيتا-كيتوأسيل- أيه سي بي I ، و II فقط تفاعلات أسيل-ACP مع مالونيل-ACP. المركب المركب الأول والثاني قادران على إنتاج سلسلة طويلة من ACPs (بروتين حامل الأسيل). كلاهما فعال حتى أسيل-ACPs ذو 14 سلسلة كربون ، وعند هذه النقطة يكون سينثاز بيتا-كيتواسيل- إيه سي بي II هو الخيار الأكثر كفاءة لمزيد من إضافات الكربون. يحفز النوع الأول تركيب الأحماض الدهنية جميع التفاعلات اللازمة لتكوين حمض البالمتيك ، وهي وظيفة ضرورية في الحيوانات لعمليات التمثيل الغذائي ، والتي تتضمن إحداها تكوين السفينغوزينات (العمليات الهضمية).
تم العثور على سينسيز بيتا-كيتوأسيل-ACP كمكون في عدد من الأنظمة الأنزيمية ، بما في ذلك إنزيم الحمض الدهني (FAS) ؛ سينثاس حمض 6 ميثيساليسيليك متعدد الوظائف (MSAS) من سلالة البنسليوم ،  والذي يشارك في التخليق الحيوي لمضاد حيوي متعدد الكيتيدات ؛ أنظمة إنزيم بوليكيتيد المضاد الحيوي سينثاز ؛ بروتين Emericella nidulans متعدد الوظائف (دبليو أيه) ، الذي يشارك في التخليق الحيوي للصباغ الأخضر كونيدال ؛ عقدة بروتين عقدة ريزوبيوم ، والتي من المحتمل أن تعمل بمثابة سينسيز بيتا كيتواسيل في تخليق سلسلة عقدة الأسيل الدهنية لعامل العقدة ؛ وبروتين الميتوكوندريا في الخميرة CEM1.

## البنية

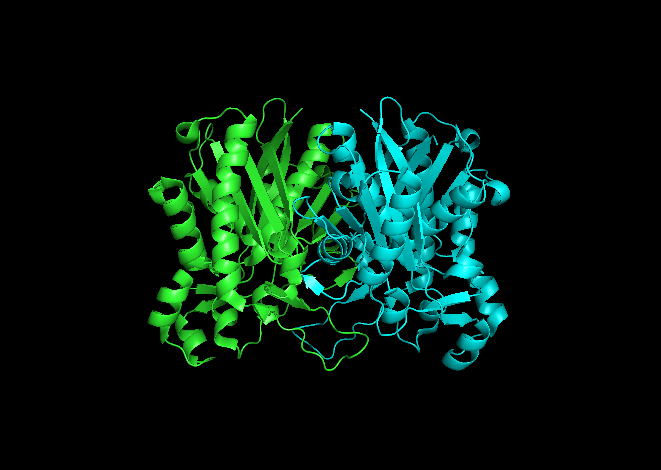
التركيب البلوري لـ سينثاز بيتا-كيتواسيل- أيه سي بي III من أشريشيا كولي

يحتوي سينثاز بيتا-كيتواسيل على مجالين من البروتين . يقع الموقع النشط بين المجالات N- وC- النهايتين . يحتوي مجال النهاية N- على معظم الهياكل المشاركة في تكوين ديمر وأيضًا موقع سيستاين النشط . تساهم الأطراف الباقية من كلا المجالين في ربط الركيزة والتحفيز 
في الحيوانات وفي بدائيات النوى ، بيتا-كيتوأسيل-ACP سينثاز هو مجال على النوع الأول لتركيب الأحماض الدهنية ، وهو مركب إنزيمي كبير يحتوي على مجالات متعددة لتحفيز تفاعلات مختلفة متعددة. بشكل مشابه ، تم العثور على سينثاز بيتا-كيتواسيل- أيه سي بي  في النباتات من النوع تخليق الأحماض الدهنية II ؛ لاحظ أنه تم توثيق التركيبات في النباتات بحيث تحتوي على مجموعة من خصائص الركيزة . يشير وجود تركيبات كيتوأسيل مماثلة موجودة في جميع الكائنات الحية إلى سلف مشترك . أظهر الفحص الإضافي لتخليق بيتا كيتواسيل- إيه سي بي  الأول والثاني للإشريكية القولونية أن كلاهما متماثل ، لكن سينثاز  II أكبر قليلاً. ومع ذلك ، على الرغم من أن كلاهما يشارك في استقلاب الأحماض الدهنية ، إلا أنهما يمتلكان أيضًا بنية أولية شديدة التباين. في سينثاز II ، تتكون كل وحدة فرعية من ورقة مطوية بيتا خماسية الجديلة محاطة بعدة حلزونات ألفا ، كما هو موضح في الصورة على اليسار. المواقع النشطة قريبة نسبيًا ، متباعدة فقط بمسافة 25 أنجستروم ، وتتكون في الغالب من جيب كاره للماء . اقترحت بعض التجارب أيضًا وجود "أنفاق نقل الأحماض الدهنية" داخل مجال سينسيز بيتا-كيتوأسيل- ACP والتي تؤدي إلى واحد من العديد من "تجاويف الأحماض الدهنية" ، والتي تعمل أساسًا كموقع نشط.

## الآلية
آلية بيتا-كيلوأسيل-سينثاز هي موضوع نقاش بين الكيميائيين. يتفق الكثيرون على أن Cys171 من الموقع النشط يهاجم كربونيل أسيتيل- ACP ، ومثل معظم الإنزيمات ، يثبّت الوسيط مع الأطراف الأخرى في الموقع النشط. يتم التخلص من ACP في وقت لاحق ، ويقوم بإخراج His311 في هذه العملية. ثم يتم تجديد ثيوستر مع السيستين في الموقع النشط. يؤدي نزع الكربوكسيل عن مالونيل-CoA الموجود أيضًا في الموقع النشط إلى إنشاء انولات ، والذي تم تثبيته بواسطة His311 و His345. يتحول أنولات إلى كاربأنيون يهاجم ثيواستر من مجمع إنزيم الأسيتيل. تتكهن بعض المصادر بأن جزيء الماء المنشط يكون موجودا أيضًا في الموقع النشط كوسيلة لترطيب ثاني أكسيد الكربون المنطلق أو لمهاجمة الكربون C3 لـ مالونيل-CoA . هناك آلية مقترحة أخرى تنظر في إنشاء حالة انتقال رباعي السطوح . تأتي القوة الدافعة للتفاعل من نزع الكربوكسيل من مالونيل-ACP ؛ تأتي الطاقة الملتقطة في هذه الرابطة تقنيًا من ATP ، وهو ما يستخدم في البداية لكربوكسيلات أسيتيل-CoA لتحويلها إلي مالونيل-CoA.

## الوظيفة البيولوجية
تتمثل الوظيفة الرئيسية لـ بيتا-كيتوأسيل-ACP سينثاز في إنتاج الأحماض الدهنية بأطوال مختلفة لاستخدامها من قبل الكائن الحي. وتشمل هذه الاستخدامات تخزين الطاقة وإنشاء أغشية الخلايا . يمكن أيضًا استخدام الأحماض الدهنية في تصنيع البروستاجلاندين ، والفوسفوليبيد ، والفيتامينات ، من بين أشياء أخرى كثيرة. علاوة على ذلك ، يستخدم حمض البالمتيك ، الذي يتم تكوينه بواسطة بيتا كيتوأسيل سينثاز على النوع الأول لتركيب أحماض دهنية ، في عدد من الإمكانات البيولوجية. وهو مقدمة لكل من الأحماض الدهنية والبالميتوليك. يمكن استخدام البالميتوليك لاحقًا لإنشاء عدد من الأحماض الدهنية الأخرى. يستخدم حمض البالمتيك أيضًا في تصنيع السفينجوزينات التي تلعب دورًا في أغشية الخلايا.

## الأهمية السريرية
الأنواع المختلفة من تركيبات بيتا-كيتوأسيل-ACP في النوع الثاني من تخليق الأحماض الدهنية FAS ، التي تسمى تركيبات FabB و FabF و FabH. يحفز FabH تفاعل كيتوأسيل سنثاز الجوهري مع مالونيل- ACP و أسيتيل-CoA. كما تحفز FabB و FabF التفاعلات الأخرى ذات الصلة. نظرًا لأن وظيفتها ضرورية للوظيفة البيولوجية المناسبة المحيطة بتخليق البروتين الدهني والفوسفوليبيد وعديد من السكاريد الدهني ، فقد أصبحوا هدفًا في تطوير الأدوية المضادة للبكتيريا. من أجل التكيف مع بيئتها ، تقوم البكتيريا بتغيير تكوين الفوسفوليبيد لأغشيتها. وبالتالي قد يكون تثبيط هذا المسار نقطة قوة في تعطيل تكاثر البكتيريا . من خلال دراسة اليرسينيا الطاعونية ، التي تسبب الطاعون الدبلي والالتهاب الرئوي وتسمم الدم ، أظهر الباحثون أن FabB و FabF و FabH يمكن نظريًا تثبيطها بواسطة نفس الدواء بسبب أوجه التشابه في مواقع الارتباط الخاصة بهم. ومع ذلك لم يتم تطوير هذا الدواء بعد. سيرولين ، وهو جزيء يبدو أنه يثبط عن طريق محاكاة "حالة انتقال التكثيف" يمكنه فقط تثبيط B أو F ، ولكن ليس H. جزيء آخر ، وهو ثيولاكتومايسين thiolactomycin ، الذي يشابه مالونيل- ACP في الموقع النشط ، يمكنه فقط تثبيط FabB. وأخيرًا يمكن استخدام بلاتنسيميسين أيضًا للمضادات الحيوية بسبب تثبيطه لـ FabF.
هذه الأنواع من الأدوية وثيقة الصلة بالموضوع. على سبيل المثال ، كان "واي. بستيس" العامل الرئيسي في طاعون جستنيان ، والموت الأسود ، والطاعون الحديث. حتى خلال السنوات الخمس الماضية ، شهدت كل من الصين وبيرو ومدغشقر تفشي عدوى بكتيريا واي. بستيس Y. pestis . إذا لم يتم علاجه في غضون 24 ساعة ، فإنه عادة ما يؤدي إلى الوفاة. علاوة على ذلك ، هناك قلق من إمكانية استخدامه الآن كسلاح حرب بيولوجية محتمل.
لسوء الحظ فإن العديد من الأدوية التي تستهدف مركبات بيتا-كيتوأسيل-سينثاز في بدائيات النواة تحمل العديد من الآثار الجانبية . بالنظر إلى أوجه التشابه بين التركيبات الكيتونية لبدائيات النواة وتلك الموجودة في الميتوكوندريا ، فإن هذه الأنواع من الأدوية تميل أيضًا إلى العمل عن غير قصد (أعراض جانبية) على تركيبات الميتوكوندريا ، مما يؤدي إلى العديد من العواقب البيولوجية للبشر.

## التطبيقات الصناعية
تشمل الجهود الأخيرة في الهندسة الحيوية هندسة بروتينات تخليق الأحماض الدهنية FAS ، والتي تشمل مجالات سينثاز- بيتا-كيتواسيل-ACP ، من أجل تفضيل توليف سلاسل الكربون المتفرعة كمصدر للطاقة المتجددة . تحتوي سلاسل الكربون المتفرعة على قدر أكبر من الطاقة ويمكن استخدامها في درجات الحرارة الباردة بسبب انخفاض نقطة التجمد لها. باستخدام الإشريكية كولي E. coli ككائن مفضل ، استبدل المهندسون مجال FabH الداخلي على FAS ، والذي يفضل السلاسل غير المتفرعة ، مع إصدارات FabH التي تفضل التفرع نظرًا لخصوصية ركائزها العالية لـجزيئات أسيل-ACP المتفرعة.

## أنظر أيضا
- سينثاز بوليكيتيد
- سينثاز بيتا-كيتواسيل- إيه سي بي I
- سينثاز بيتا-كيتواسيل- إيه سي بي II
- سينثاز بيتا-كيتواسيل- أيه سي بي III